# Lapsia ja aikuisia
Pour plus de détails, voir Fiche technique et Distribution.
Lapsia ja aikuisia (Lapsia ja aikuisia – kuinka niitä tehdään?, litt. Enfants et Adultes – Comment les faire ? ; titre international anglais Producing Adults) est une comédie dramatique finlandaise écrite par Pekko Pesonen, réalisée par Aleksi Salmenperä et sortie en 2004.
Le film est la candidature officielle de la Finlande à l'Oscar du meilleur film en langue étrangère de 2004,.
Le film est sorti en Suède sous le titre Hela vägen (Jusqu'au bout) le 26 novembre 2004.

## Intrigue
Le film traite des innombrables complications découlant du désir de Venla (Minna Haapkylä) d'avoir un enfant. Son petit ami de longue date, Antero (Kari-Pekka Toivonen), est réticent, craignant que la paternité ne mette en péril sa dernière chance de réussir sa carrière de patineur de vitesse quand il voit son ami traverser la paternité. Antero fait des choses extrêmes pour éviter de mettre Venla enceinte et elle commence à être tout aussi sournoise dans ses tentatives de concevoir. Venla demande de l'aide à son collègue bisexuel dans une clinique de fertilité et la relation entre les deux commence à s'épanouir au milieu de nombreux revers.

## Fiche technique
- Titre original : Lapsia ja aikuisia – kuinka niitä tehdään?
- Titre international : Producing Adults
- Titre français : Lapsia ja aikuisia
- Réalisation : Aleksi Salmenperä
- Scénario : Pekko Pesonen
- Photographie :
- Montage :
- Musique :
- Production :
- Sociétés de production :
- Pays de production : Finlande, Suède
- Langue originale : finnois
- Format : couleur
- Genre : comédie dramatique
- Durée : 102 minutes
- Dates de sortie[4] :
  - Finlande : 
    - 28 avril 2004 (Helsinki, première)
    - 24 août 2004 (Espoo Film Festival)
    - 17 septembre 2004

  - Norvège :  22 août 2004 (Haugesund Film Festival)

## Distribution
- Minna Haapkylä : Venla
- Kari-Pekka Toivonen (fi) : Antero
- Minttu Mustakallio : Satu
- Tommi Eronen (fi) : Rönkkö
- Pekka Strang (fi) : Miro
- Dick Idman (fi) : Claes
- Antti Raivio (fi) : Jarmo Heiskanen
- Elina Knihtilä : Anna Heiskanen
- Hannu-Pekka Björkman : Vasektomialääkäri
- Ville Virtanen : Marriage Councillor
- Mika Poutala : Skater #1
- Robert Brandt (fi) : Skater #2
- Jarmo Valtonen (fi) : Skater #3

## Réception
Variety décrit Producing Adults comme « petit mais charmant » et avec un thème lesbien qui « arrive progressivement et naturellement dans l'histoire qui ne succombe jamais au cliché selon lequel les hommes sont mauvais et les femmes sont bien ». AfterEllen déclare que « bien que nous adorions tous une bonne histoire de coming out... il est parfois agréable de voir un regard plus réaliste sur la romance dans toute sa complexité déchirante ». The Hollywood Reporter le salue comme « un film perspicace et bien joué ».

## Récompenses et distinctions
- Festival international du film de Stockholm 2004 : prix FIPRESCI pour Aleksi Salmenperä (« pour ses explorations intrigantes des problèmes dans les relations modernes »).
- Verzaubert - International Gay & Lesbian Film Festival 2004 : prix Rosebud du meilleur film pour Aleksi Salmenperä
- prix Jussi 2005 de la Meilleure actrice dans un second rôle pour Minttu Mustakallio

- « Producing Adults » ((en) récompenses), sur l'Internet Movie Database (consulté le 23 septembre 2024)